# Mahidpur
Mahidpur é uma cidade e um município no distrito de Ujjain, no estado indiano de Madhya Pradesh.

## Demografia
Segundo o censo de 2001,  Mahidpur  tinha uma população de 28,080 habitantes. Os indivíduos do sexo masculino constituem 52% da população e os do sexo feminino 48%. Mahidpur tem uma taxa de literacia de 62%, superior à média nacional de 59.5%: a literacia no sexo masculino é de 70% e no sexo feminino é de 52%. Em Mahidpur, 17% da população está abaixo dos 6 anos de idade.